# ديف روس
ديف روس (بالإنجليزية: Dave Ross)‏ هو مجدف كندي، ولد في 16 نوفمبر 1963 في دنكان، كولومبيا البريطانية ‏ في كندا.

## وصلات خارجية
- ديف روس على موقع الاتحاد الدولي للتجديف (الإنجليزية)
- ديف روس على موقع أوليمبيديا (الإنجليزية)